# Луис, Рудольф
Рудольф Луис (нем. Rudolf Louis; 30 января 1870, Шветцинген — 15 сентября 1914, Мюнхен) — немецкий музыковед, музыкальный критик, дирижёр и педагог.
Учился в Женеве у Фридриха Клозе, затем изучал дирижирование в Вене и Карлсруэ у Феликса Мотля. Работал дирижёром в Ландсхуте и Любеке. В 1897 году обосновался в Мюнхене, где работал преимущественно как музыкальный педагог и критик, обозреватель газеты Münchner Neueste Nachrichten. Как преподаватель и теоретик был близок к Людвигу Тюйе, после смерти которого в 1907 г. закончил и выпустил начатый Тюйе учебник гармонии, пользовавшийся авторитетом в Германии начала XX века. Среди учеников Луиса, в частности, Руди Штефан и Эрнст Бёэ.
Наиболее фундаментальный труд Луиса — обзорная «Немецкая музыка настоящего времени» (нем. Die deutsche Musik der Gegenwart; 1904, 2-е издание 1909, 3-е издание 1912). Луис выступал на стороне более эмоциональной и порывистой ветви романтизма, в лице Листа и Берлиоза, против более академичной в лице Брамса; с этих позиций, в частности, дал один из первых развёрнутых анализов творчества Рихарда Штрауса. Характеристика творчества Густава Малера как еврейского в своей основе (нем. Jüdische Grundcharakter) расценивается позднейшими исследователями как развитие антисемитской линии в немецкой музыкальной мысли.